# Санта-Прасседе

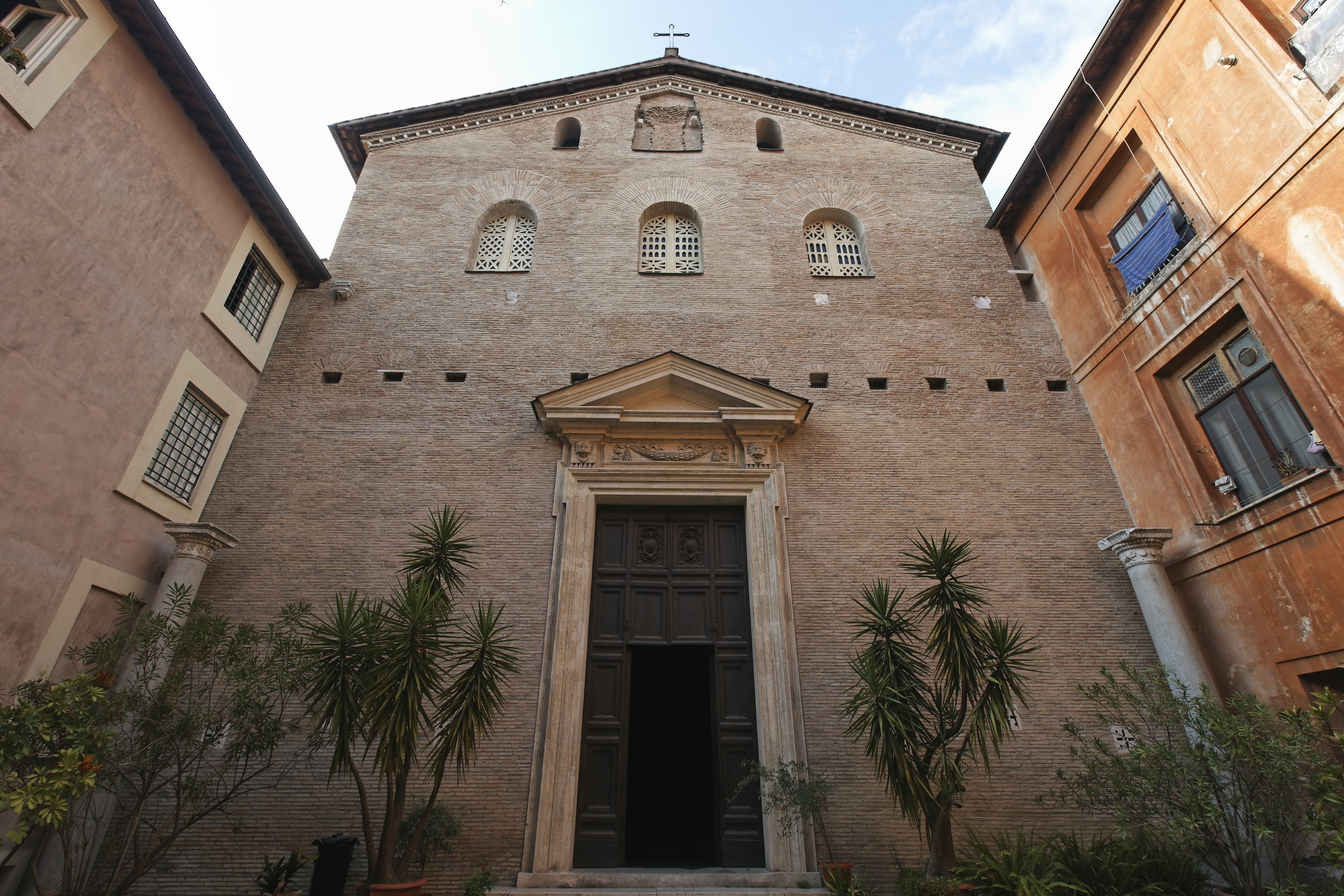
Фасад

Церква Санта-Прасседе (італ. Santa Prassede) — церква в ім'я святої Пракседи, побудована на місці її поховання папою Адріаном I близько 780 року.

## Історія
Знаходиться в Римі, неподалік від Базиліки Санта-Марія-Маджоре, на фундаменті церкви V століття. Перша церква на цьому місці була побудована за папи Сиріція. Свій нинішній вигляд церква отримала зусиллями папи Пасхалія I (бл. 822 р.) Візантійські мозаїки церкви — одні з найкращих в Римі. Особливо славиться мозаїчне оздоблення усипальниці матері папи Пасхалія.
У церкві, в каплиці Сан-Дзено (Святого Зенона з Верони) зберігається одне зі знарядь Страстей Христових — стовп до якого Христос був прив'язаний під час Його бичування.

## Титулярна церква
Церква Санта-Прасседе є титулярною церквою, кардиналом-священником з титулом церкви Санта-Прасседе з 29 січня 1996 року, є французький кардинал Поль Пупар.

## Галерея

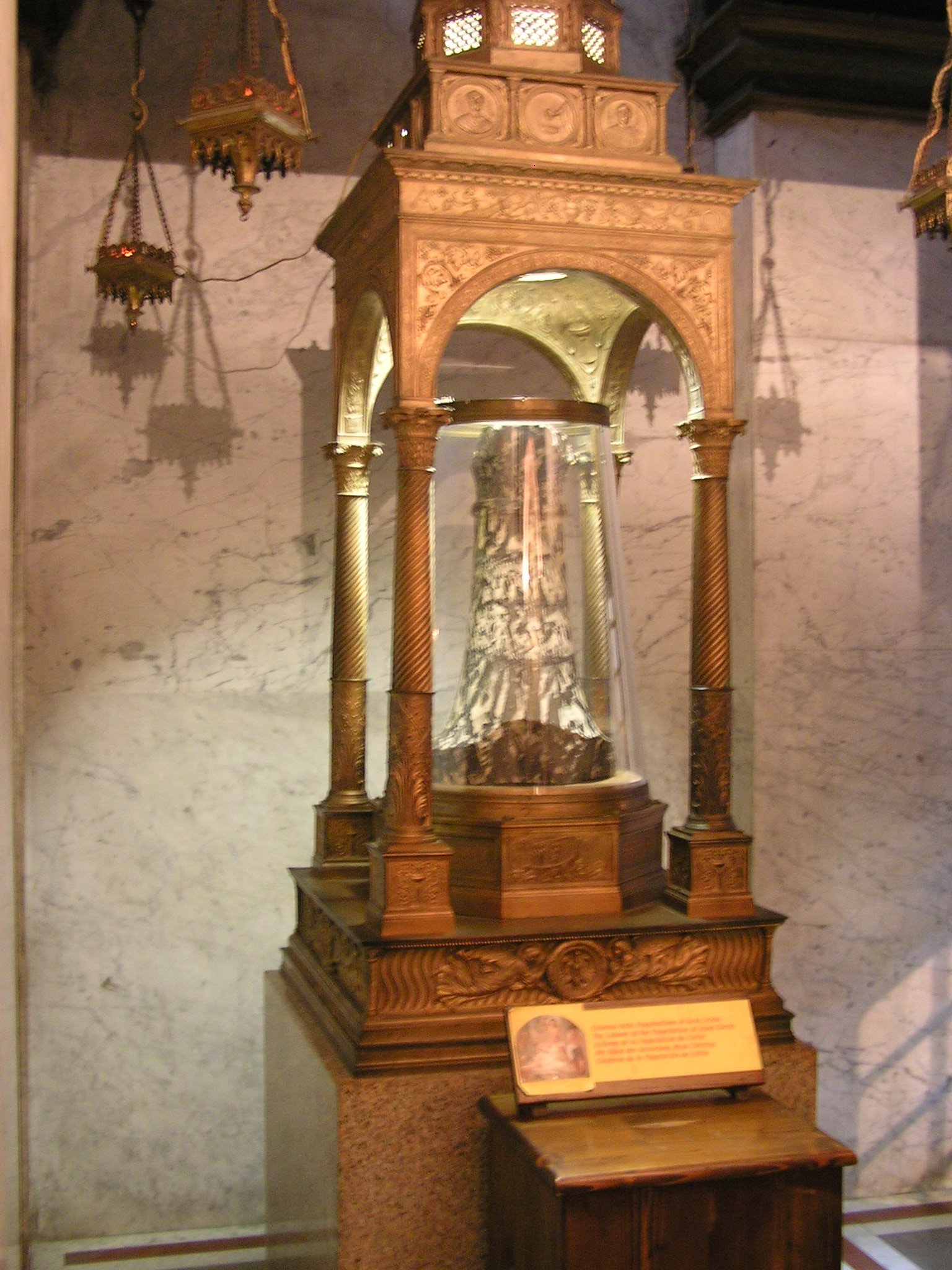
Колона, до якої був прив'язаний Ісус Христос під час бичування
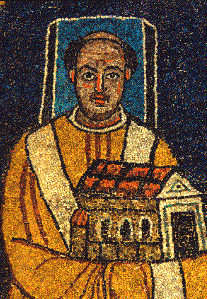
Пасхалій I на мозаїці, на якій він представляє модель церкви Христу та вдягнений у прямокутне гало, що означає, що він був живий у часи мозаїки
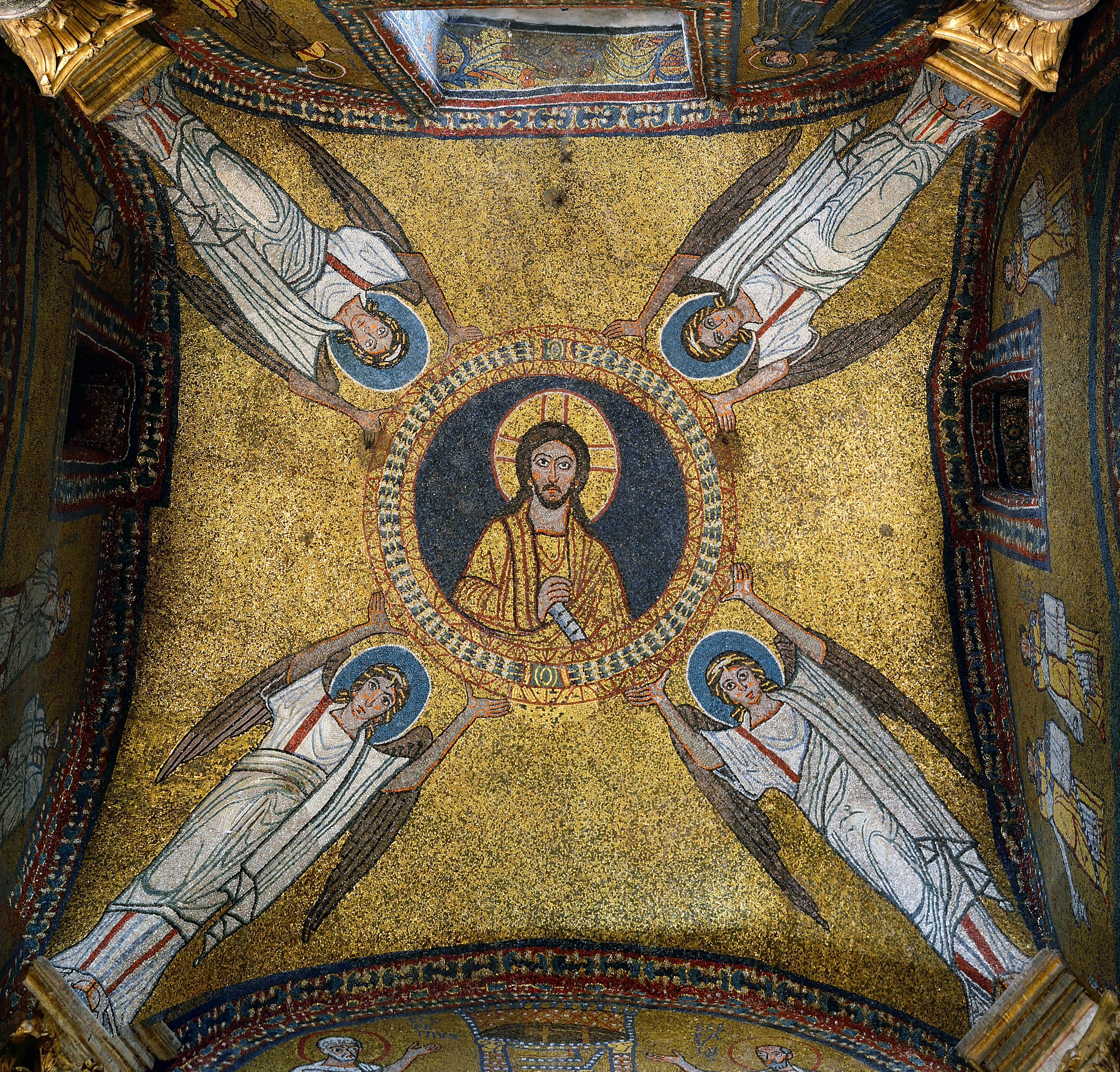
Стеля каплиці святого Зенона
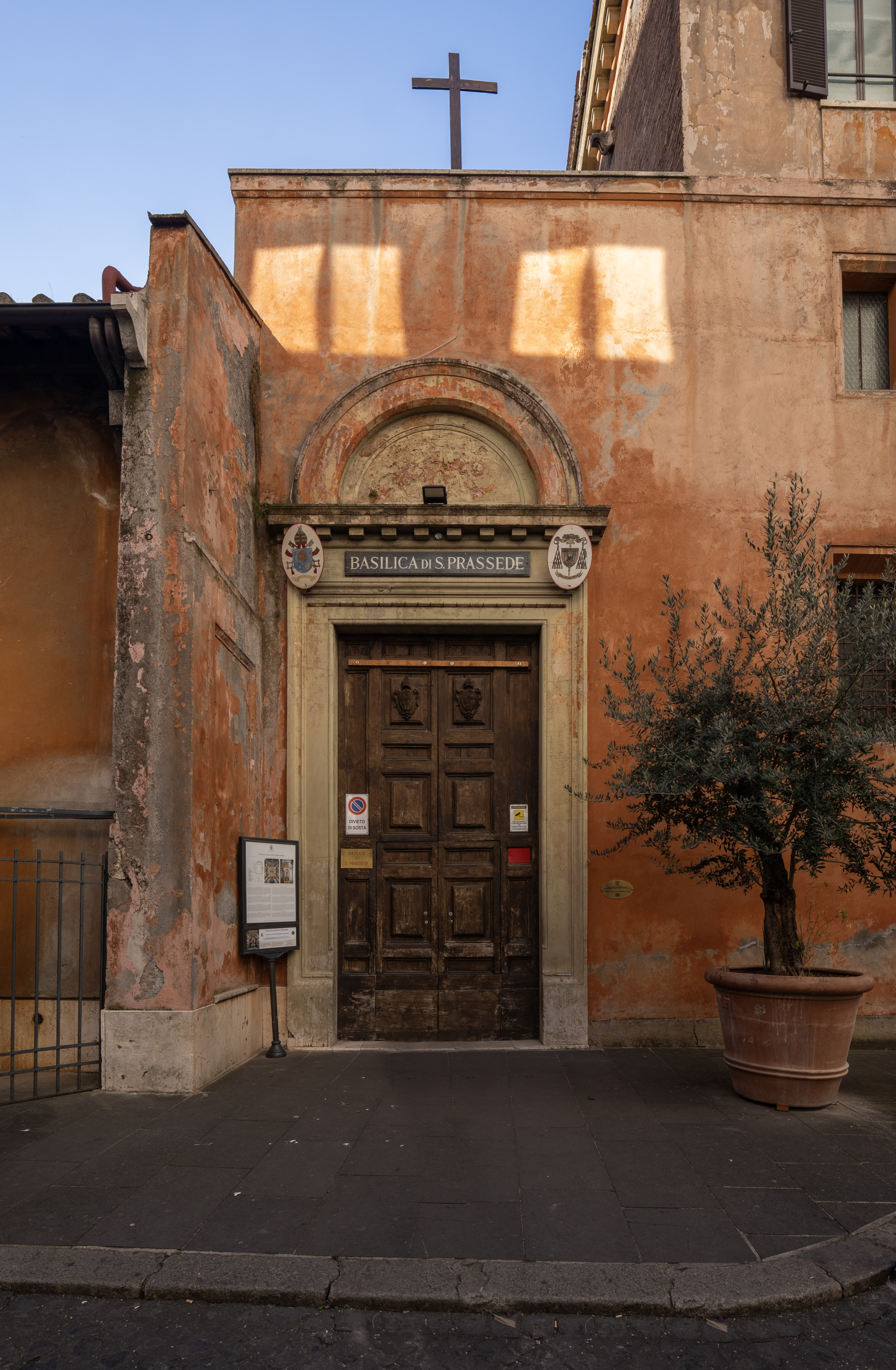
Вхід
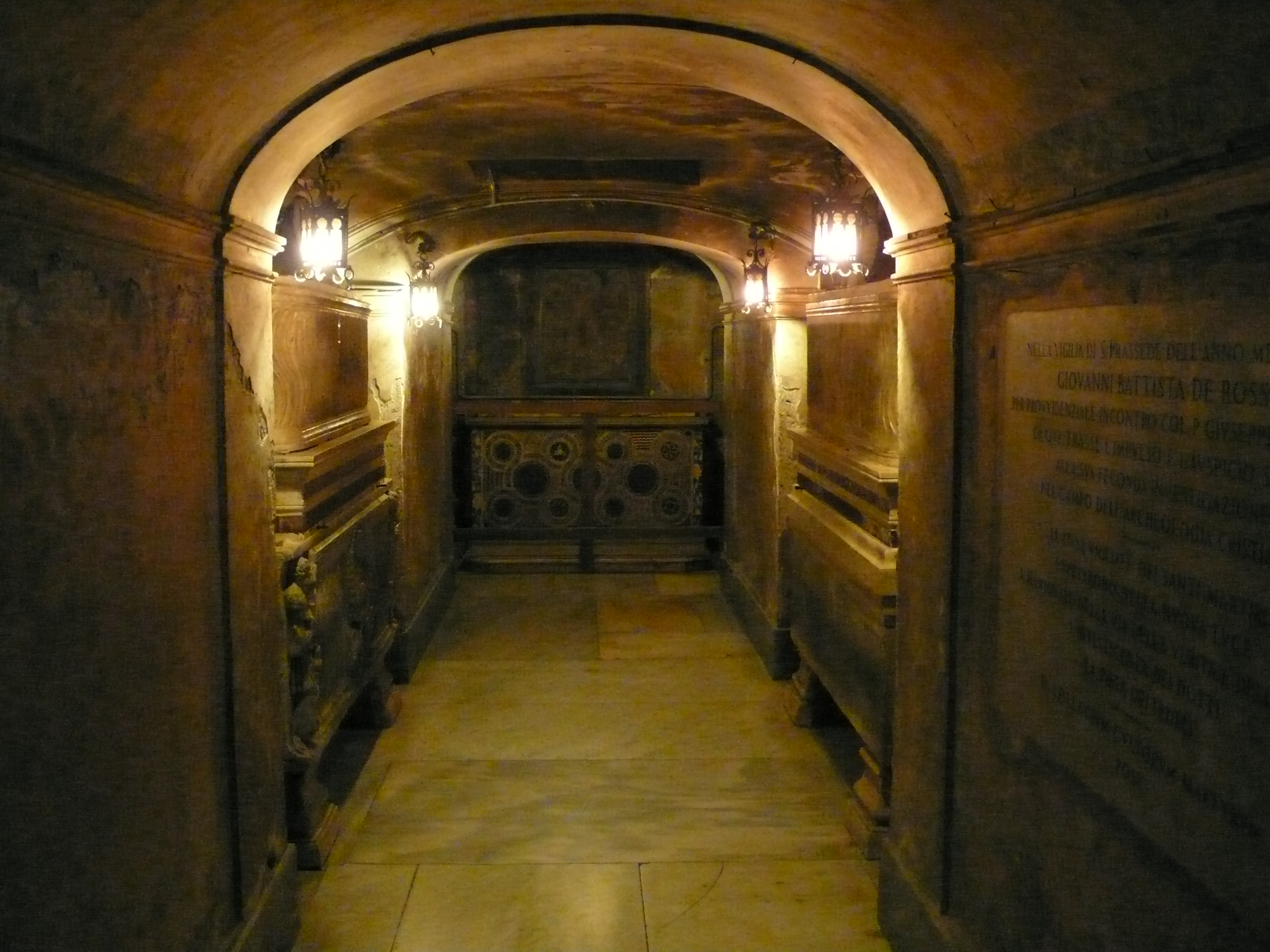
Крипта
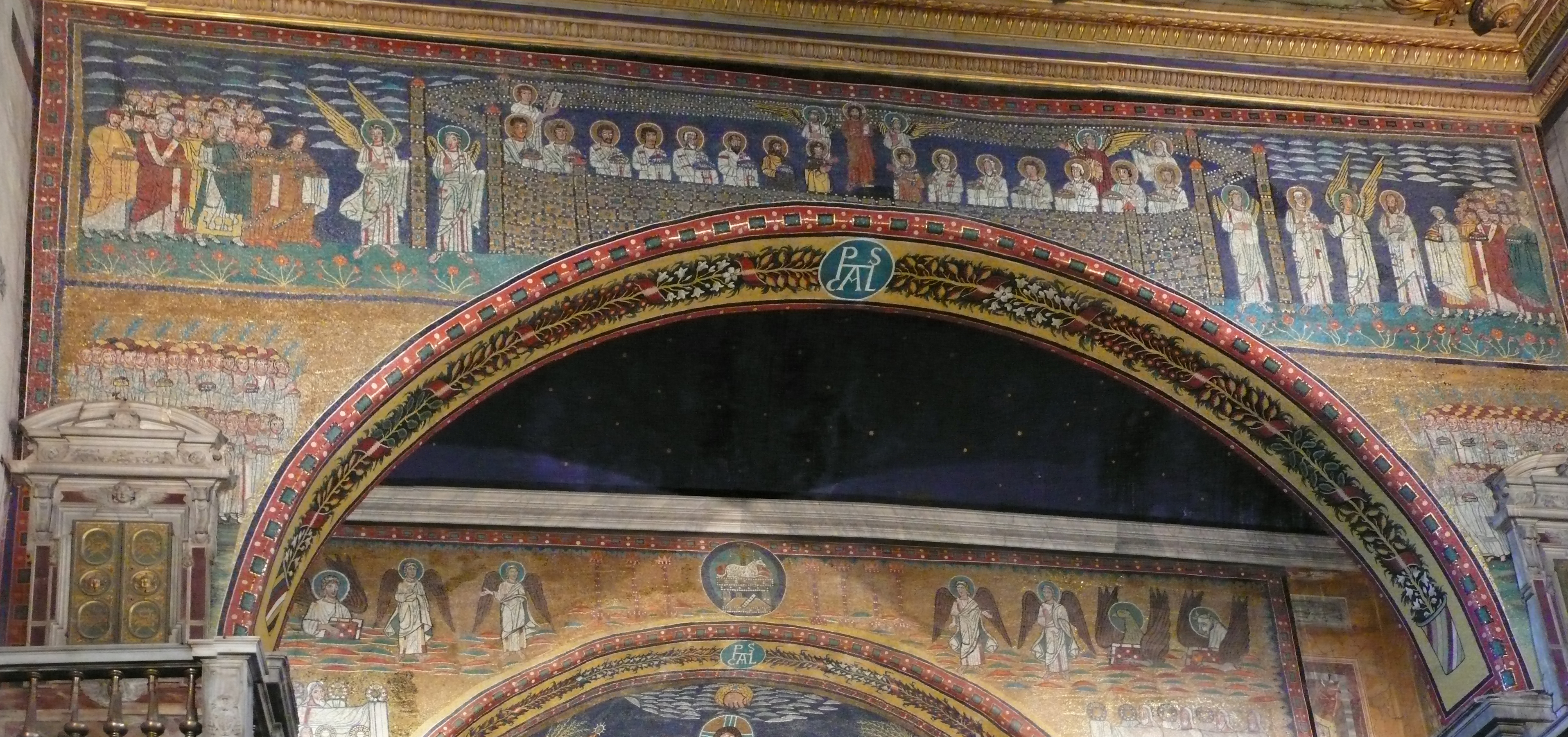
Апсида. Мозаїка
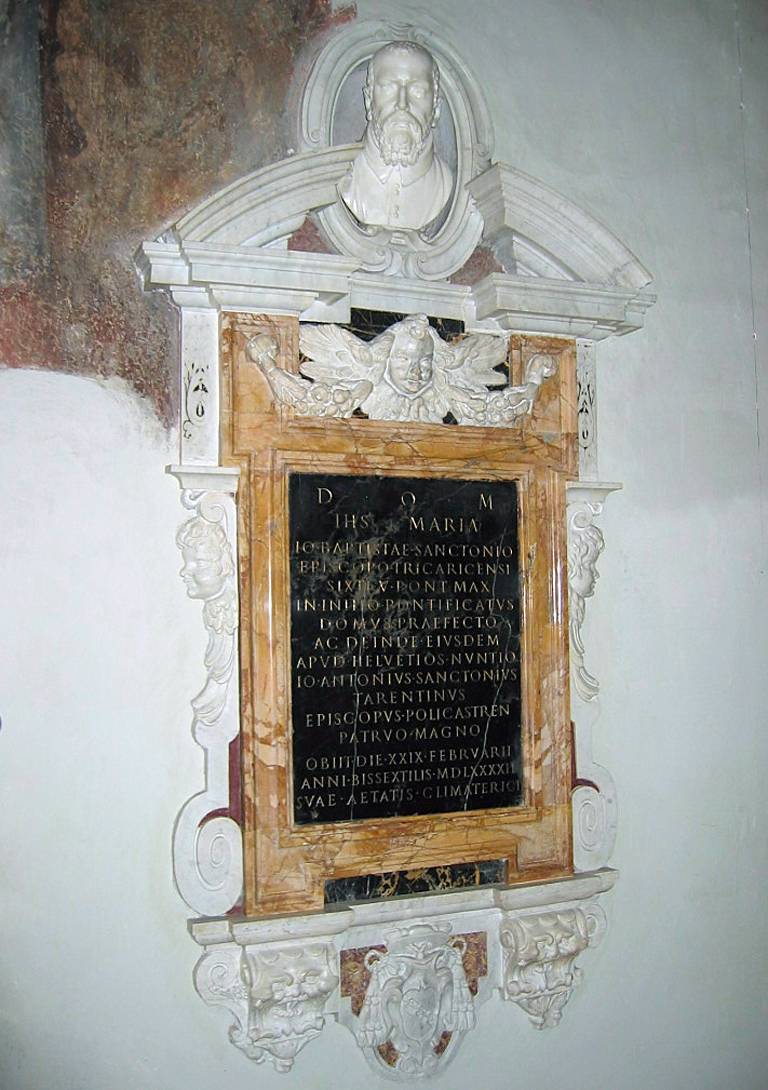
Надгробок єпископа Джованні Баттіста Сантоні († 1592). Погруддя виконане Джованні Берніні (прибл. 1612)
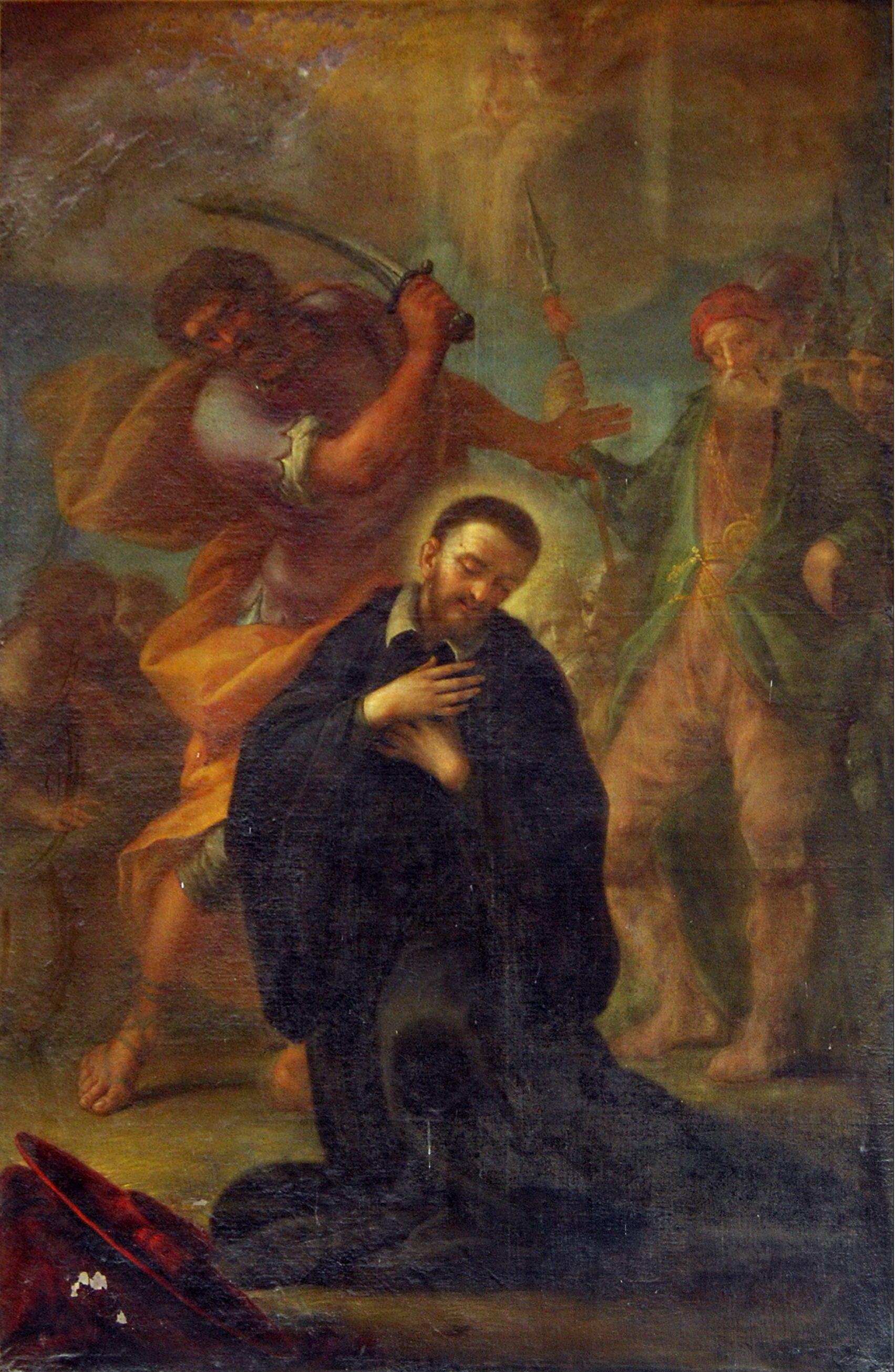
Сан Тезауро Беккарія, Доменіко Пестріні
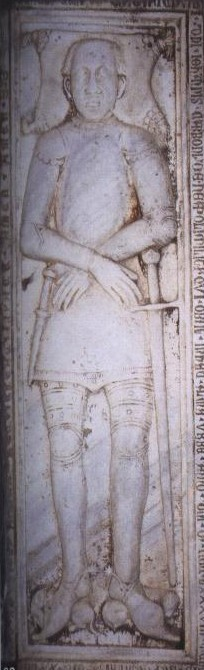
Могила Джованні Карбоне, 14 століття
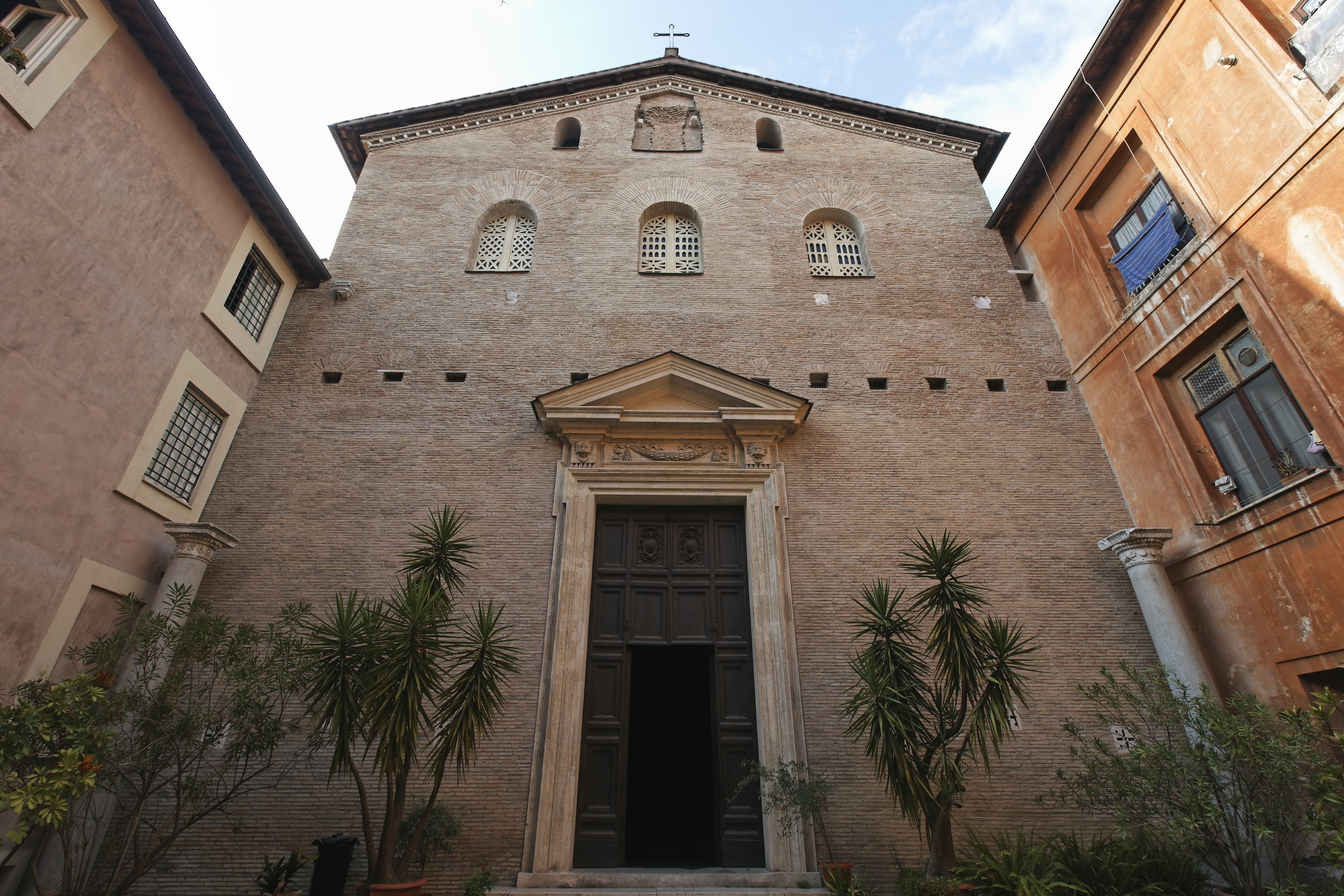
Внутрішній фасад